# دانیل جانسون
دانیل جانسون (انگلیسی: Danielle Johnson؛ زادهٔ ۱۷ نوامبر ۱۹۸۷) بازیکن فوتبال اهل ایالات متحده آمریکا است.
از باشگاه‌هایی که در آن بازی کرده‌است می‌توان به اسکای بلو اف‌سی و آتلانتا بیت اشاره کرد.